# Эртл, Томаш
Томаш Эртл (словен. Tomaž Ertl; 16 ноября 1932, Корошка Бела — 11 ноября 2012, Есенице (Словения)) — словенский политический и государственный деятель, 
министр внутренних дел Социалистической Республики Словения СФРЮ, незадолго до обретения ею независимости от Югославии в 1990 году. Он также был начальником словенского отделения Управления государственной безопасности Югославии (UDBA).
Трудовую деятельность начал слесарем на Есеницком металлургическом заводе, после окончания партшколы стал начальником отдела кадров. Позже работал в Секретариате внутренних дел в Любляне, где со временем стал министром внутренних дел республики и занимал эту должность до 1990 года. Именно он арестовал Янеза Яншу в 1988 году за хранение секретного военного документа. Вышел на пенсию после обретения Словенией независимости.
Эртл был последним министром внутренних дел-коммунистом, который руководил словенской государственной службой.

## Награды
- Серебряный Орден «За заслуги»[словен.] (24 ноября 2009 года)[2]
- Почётный гражданин города Есенице